# Municipio de Oxford (Dakota del Sur)
El municipio de Oxford (en inglés: Oxford Township) es un municipio ubicado en el condado de Hamlin en el estado estadounidense de Dakota del Sur. En el año 2010 tenía una población de 332 habitantes y una densidad poblacional de 2,38 personas por km².

## Geografía
El municipio de Oxford se encuentra ubicado en las coordenadas 44°45′16″N 97°12′54″O / 44.75444, -97.21500. Según la Oficina del Censo de los Estados Unidos, el municipio tiene una superficie total de 139.32 km², de la cual 134,24 km² corresponden a tierra firme y (3,64 %) 5,07 km² es agua.

## Demografía
Según el censo de 2010, había 332 personas residiendo en el municipio de Oxford. La densidad de población era de 2,38 hab./km². De los 332 habitantes, el municipio de Oxford estaba compuesto por el 97,59 % blancos, el 0,3 % eran afroamericanos, el 0,9 % eran amerindios, el 0,9 % eran de otras razas y el 0,3 % eran de una mezcla de razas. Del total de la población el 1,2 % eran hispanos o latinos de cualquier raza.